# Товариство чайних драконів
«Товариство чайних драконів» (англ. «The Tea Dragon Society») — фентезійний комікс про Ґрету та людей, яких вона зустрічає, коли вплітається у чарівний світ чайних драконів, від новозеландської авторки Кейті О'Нілл.
Комікс вийшов у видавництві «Oni Press» у 2017 році. 2019 року, українське видавництво «Рідна мова» видало українську версію коміксу.

## Сюжет
Після знаходження загубленого дракона на ринку, Ґрета дізнається про вмираючу форму мистецтва по догляду за чайними драконами від добрих власників чайного магазину Єзекиїл та Еріки. Коли вона знайомиться з ними та їх сором'язливою підопічною, Мінетт, Ґрета бачить, як ремесло збагачує їхнє життя - і врешті-решт її власне.

## Персонажі
Протагоністка:
- Ґрета — учениця коваля.

## Нагороди
| Список нагород та номінацій | Список нагород та номінацій            | Список нагород та номінацій            | Список нагород та номінацій | Список нагород та номінацій | Список нагород та номінацій           |
| Рік                         | Фестиваль/Премія                       | Категорія                              | Номінант(и)                 | Результат                   | Прим.                                 |
| --------------------------- | -------------------------------------- | -------------------------------------- | --------------------------- | --------------------------- | ------------------------------------- |
| 2018                        | Премія Айснера                         | Краща публікація для дітей (вік: 9–12) | Товариство чайних драконів  | Перемога                    |                                       |
| 2018                        | Премія Айснера                         | Кращий вебкомікс                       | Товариство чайних драконів  | Перемога                    |                                       |
| 2018                        | Dwayne McDuffie Award for Kids' Comics | Кращий дитячий комікс                  | Товариство чайних драконів  | Перемога                    |                                       |
| 2018                        | Harvey Award                           | Краща дитяча чи підліткова книга       | Товариство чайних драконів  | Перемога                    | Разом з The Prince and the Dressmaker |